# Hermógenes López
Hermógenes Julián López (Naguanagua, Carabobo, Gran Colombia, 19 de abril de 1830 - Valencia, Carabobo, Venezuela, 17 de diciembre de 1898) fue un militar, agricultor, caudillo, político y presidente de Venezuela durante el periodo 1887-1888, después de que Antonio Guzmán Blanco se fuera a París. Impulsó el establecimiento del alumbrado eléctrico en Valencia.

## Biografía
La información sobre su infancia es escasa, conociendo sólo que su formación escolar se limitó a la educación primaria, y que durante esa época se abocó principalmente a las faenas agrícolas. La llegada al poder de José Tadeo Monagas y José Gregorio Monagas (1848-1858) lo hizo tomar parte en las contiendas militares que se desarrollaron en el país. Jefe militar de Nirgua en 1858, participó en la campaña de Carabobo de 1862 y formó parte de un movimiento local que derrocó al presidente del estado Carabobo, general Marcos López en enero de 1867. Elegido presidente del estado Carabobo después de una reñida lucha electoral contra el general Gregorio Cedeño (mayo de 1881), también fue presidente del estado Yaracuy.

## Presidencia
Como miembro num. 1 del Consejo Federal (3.5.1887), asume la presidencia de la República el 8 de agosto de 1887 al retirarse Antonio Guzmán Blanco para viajar a Europa. De este modo quedó instalado un período de transición que le tocó presidir, y el cual concluyó el 2 de julio de 1888, al asumir la presidencia Juan Pablo Rojas Paúl.
El gobierno provisional de Hermógenes López contó con la activa cooperación del Partido Liberal y la sociedad. Durante su mandato inauguró el ferrocarril entre Puerto Cabello y Valencia y un cable submarino con Europa (febrero de 1888).
En abril de 1888, se trasladan a Venezuela los restos del general José Antonio Páez; este acto se llevó a cabo en contra de la voluntad de Guzmán Blanco, quien se había opuesto al traslado, ya que consideraba a Paéz como uno de los principales jefes de los “oligarcas”. En 1888, también se pone en servicio en Valencia la luz eléctrica.
El 29 de junio de 1888, Hermógenes López llevó a efecto la lectura de su Mensaje ante el recién instalado Congreso, para rendir cuenta de su gestión presidencial a punto de culminar. En dicho documento explica López detalladamente su acción administrativa haciendo hincapié en las obras públicas realizadas en Caracas, como la construcción de los puentes Guanábano, Reivindicación, Carabobo y Bolívar, así como la extensión de las líneas telegráficas y otras obras en el interior del país. El Congreso reconoció y aprobó los actos del gobierno presidido por el general Hermógenes López, quien hizo entrega del mismo a Juan Pablo Rojas Paúl, elegido por el Consejo Federal el 2 de julio de 1888 para ocupar la presidencia de la República.
Hermógenes López murió en Valencia en 1898.

## Gabinete
| Gabinete Ejecutivo Período 1887-1888 | Gabinete Ejecutivo Período 1887-1888 | Gabinete Ejecutivo Período 1887-1888 |
| ------------------------------------ | ------------------------------------ | ------------------------------------ |
| Organismo                            | Autoridad                            | Período                              |
| Despacho de Relaciones Interiores    | Francisco González Guinán            | 1887-1888                            |
| Despacho de Relaciones Exteriores    | Diego Bautista Urbaneja              | 1887-1888                            |
| Despacho de Hacienda                 | Juan Pablo Rojas Paúl                | 1887-1888                            |
| Despacho de Fomento                  | Jacinto Regino Pachano               | 1887-1888                            |
| Despacho de Instrucción Pública      | José María Ortega Martínez           | 1887-1888                            |
| Despacho de Guerra y Marina          | Francisco Carabaño                   | 1887-1888                            |
| Despacho de Obras Públicas           | José Cecilio Castro                  | 1887-1888                            |
| Despacho de Crédito Público          | Ángel Álamo Herrera                  | 1887-1888                            |
| Secretaría de Gobierno               | Rafael González Delgado              | 1887-1888                            |
| Gobernación de Caracas               | Juan Quevedo                         | 1887-1888                            |